# IC 1191
IC 1191 је спирална галаксија у сазвјежђу Херкул која се налази на листи објеката дубоког неба у Индекс каталогу.
Деклинација објекта је + 18° 16' 8" а ректасцензија 16h 6m 28,9s. Привидна величина (магнитуда) објекта IC 1191 износи 15,5 а фотографска магнитуда 16,3. IC 1191 је још познат и под ознакама DRCG 34-133, PGC 57152.